# Hemipogon irwinii
Hemipogon irwinii är en oleanderväxtart som beskrevs av J. Fontella Pereira och R.J. Paixao. Hemipogon irwinii ingår i släktet Hemipogon och familjen oleanderväxter. Inga underarter finns listade i Catalogue of Life.